# Estrategias de marca
Una decisión a tener en cuenta a la hora de lanzar un producto al mercado es la de poner o no poner una marca asociada al producto. La ley lo único a lo que obliga a las empresas es a identificar el producto.
No asociar el producto a una marca tiene sus ventajas:
- Supone menores costes para la empresa
- Flexibilidad en la calidad ofrecida puesto que no hay vinculación
- Se puede competir en precios

Pero también tiene sus inconvenientes:
- El producto al ser anónimo no genera una vinculación con el consumidor
- La empresa tendrá un escaso poder negociador con los distribuidores

## Estrategia de Marca Única
Se pone el mismo nombre a todos los productos que la empresa comercializa, y este nombre puede coincidir o no con el de la empresa.
Esta estrategia también recibe el nombre de "marca para la empresa ya que es única".
Supone un gran ahorro en costes y, si la empresa lanza un nuevo producto al mercado bajo el nombre de dicha marca, se le asociará el prestigio de la misma.
Pero, si el producto que se lanza al mercado fracasara, podría afectar a dicha empresa.
Esta técnica es recomendada en productos similares. Por ejemplo, para una misma línea de lácteos. No resulta favorable incluir productos de sectores industriales distintos, una misma marca para yogures y hamburguesas tiende a confundir a los consumidores en lo relativo al posicionamiento de la marca.
Por ejemplo: Bic o Yamaha.

## Estrategia de marcas múltiples
La empresa tiene más de una marca. Se distinguen tres subcategorías:
- Estrategia de marcas individuales: Consiste en poner un nombre distinto a cada uno de los productos comercializados por la empresa.

- Estrategia de marcas para líneas de productos: Consiste en utilizar el mismo nombre de marca para varios productos relacionados entre sí.

Ej: La empresa Unilever tiene marcas para líneas de productos como Ligeresa o Frigo
- Estrategia de segundas marcas: Son marcas que pertenecen a fabricantes que tienen en el mercado otras marcas de más prestigio. Estas marcas no suelen tener asociados presupuestos de publicidad y comunicación.

La estrategia de segundas marcas es también llamada «canibalismo de marketing», ya que al lanzar al mercado una segunda marca la empresa quita parte de su participación de ventas, pero también quita participación de ventas a los otros competidores. El objetivo es quitar una elevada participación a los competidores y una pequeña (la mínima posible) a la propia empresa.-
```
Estrategias de Segundas Marcas: La empresa crea otra marca para el mismo producto a fin de comercializarla en otros segmentos de marca.
```

## Estrategia de Marcas de distribuidor
Son aquellas marcas fabricadas por un determinado industrial y son ofrecidas al consumidor bajo el nombre o marca del distribuidor o detallista, que es el que realiza todas las actividades de Marketing en relación con las mismas.
El origen de estas marcas fueron las marcas blancas.
Detrás de estas marcas suele haber una empresa que a la vez fabrica sus propios productos.
Los Distribuidores compran los excesos de Producción a distintos fabricantes especialistas y los venden en sus Puntos de Venta Minorista bajo la "Marca del Distribuidor". Es muy común en grandes tiendas comerciales como Wal Mart.

## Alianzas Estratégicas
Es una relación bilateral o multilateral caracterizada por el compromiso de dos o más compañías para llegar hasta un objetivo común.  Son vigiladas por organismos para la defensa de la competencia, las alianzas tienen una duración limitada y las empresas mantienen su propia identidad jurídica, de gestión, cultural, etc.
Existen varios tipos de Alianzas Estratégicas:
- Alianzas de Investigación y Desarrollo: Las empresas se unen para desarrollar un producto que luego utilizaran cada compañía por separado.
- Alianzas de Producción: Las compañías se unen para fabricar algo conjuntamente.

Ej: La fabricación de Airbus
- Alianzas de Distribución: Acuerdo para que una compañía distribuya los productos de otra y a su vez la primera compañía distribuya los de la segunda.

Ej: AT&T y Olivetti. AT&T distribuye los productos de oficina de Olivetti y Olivetti distribuye los productos de informática de AT&T.
- Alianzas de Promoción: Dos empresas llegan al acuerdo de promocionar conjuntamente dos productos.
- Alianzas de Marca: Puede ser de dos tipos:

- Co-branding: Dos marcas se unen para lanzar algo nuevo al mercado bajo el nombre de las dos marcas o creando un nombre asociado.

Ej: Unilever y Nutrexpa lanzaron el helado Frigo de Cola Cao
- Licencing: Una empresa adquiere una licencia de uso de una marca de otra empresa.

Ej: Häagen Dazs y Baileys

### Razones para crear una alianza estratégica

#### Razones Internas
- Compartir costes y riesgos.
- Obtener recursos donde no exista mercado.
- Conocer y aplicar técnicas de gestión innovadoras.
- Retener a empleados innovadores.

#### Razones competitivas
- Influir en la evolución de la estructura de la industria.
- Anticiparse a los competidores.
- Superar barreras comerciales.

#### Razones estratégicas
- Creación y explotación de sinergias.
- Transferencia de tecnología.
- Diversificación.

#### Inconvenientes
- Riesgo organizativo y de gestión.
- Riesgo competitivo.
- Riesgo tecnológico.
- Riesgo cultural.

## Estrategia de marca según Kotler
Según Kotler, para que una marca prospere y se ubique en líder del mercado debe seguir por lo menos uno de los siguientes items:
Categoría del producto
| -         | Existente          | Nueva              |
| --------- | ------------------ | ------------------ |
| Existente | Extensión de línea | Extensión de marca |
| Nueva     | Marcas múltiples   | Nuevas marcas      |

Extensión de línea: Extender la línea significa que la empresa añada productos adicionales en la misma categoría y con la misma marca. Ejemplo: Añadiendo sabores, nuevas presentaciones, nuevo formato de envase, nuevos colores que resalten la atención, nuevos ingredientes de los productos ya hechos, nuevo tamaño de envase etc. 
Extensión de marca: Extender la marca significa que la empresa lanze un producto en una nueva categoría bajo una misma marca. Ejemplo: Bic puede ser la marca de lapiceras, de máquinas de afeitar, de encendedores etc.
Marcas múltiples: Generar marcas múltiples significa que una misma empresa lanza un mismo producto bajo diferentes marcas. Ejemplo: Procter & Gamble tiene propiedad de las marcas Gillette, Pringles, Duracell, Ariel, Tampax, entre otras. También es posible que tenga productos diferentes bajo distintas marcas. Por ejemplo: Coca Cola y agua mineral Bonaqua, ambas marcas pertenecen a Coca Cola.